# 43 г. пр.н.е.
43 (четиридесет и трета) година преди новата ера (пр.н.е.) е обикновена година, започваща в неделя, понеделник или вторник, или високосна година, започваща в неделя или понеделник по юлианския календар.

## Събития

### В Римската република
- Консули на Римската република са Гай Вибий Панза Цетрониан и Авъл Хирций.
- Януари – Сенатът потвърждава назначаването на Октавиан за пропретор и му възлага съотговорност за кампанията срещу Марк Антоний.[1][2] Изпратени са пратеници за преговори с Антоний.
- Марк Юний Брут побеждава Гай Антоний при Дирахий, след което Брут прекарва няколко месеца в утвърждаване на позициите си в Македония и Тракия.[1]
- Март – Панза потегля с войската си с желанието да се присъедини към Хирций и Октавиан.[1]
- 14 април – Битка при Форум Галорум: Марк Антоний обсажда Децим Брут в Мутина и разбива легионите на Панза, но непосредствено след това сам е разбит от легионите на Хирций.[2]
- 21 април:
  - Цицерон произнася своята 14-а и последна „Филипика“;
  - Антоний претърпява ново поражение в битка при Мутина. Двамата консули загиват вследствие на сраженията с Антоний, който поема на север към Алпите.[1][2]
- 27 април – Сенатът обявява Антоний за обществен враг, Секст Помпей получава командването на флот, Гай Касий Лонгин е потвърден като проконсул на Сирия.[1]
- Май – Марк Емилий Лепид се присъединява към Антоний и скоро след това е обявен за обществен враг от Сената.[1]
- Август – Октавиан се отправя с армията си към Рим.
- 19 август – Октавиан е избран за консул заедно с Квинт Педий Публикола. Приет е законът „Lex Pedia“, който осъжда убийците на Юлий Цезар.[2]
- Краят на септември – Октавиан е натоварен с ръководена на кампанията срещу Антоний и Лепид и повежда армията си на север. Включен в списъка на наказаните съобразно „Lex Pedia“, Секст Помпей напуска Масилия.
- Средата на ноември – Октавиан се среща с Антоний и с Лепид (който действа като посредник между двамата) край Бонония. Образуван е Вторият триумвират. Триумвирите потеглят начело на войските си към Рим.
- 27 ноември – триумвиратът е официално легализиран от Сената посредством приемането на закона „Lex Titia“. Официално са обявени проскрипциите замислени от триумвирите, в резултат на което са убити поне 300 сенатори и няколко хиляди конници.[1][2]
- 7 декември – Марк Тулий Цицерон е екзекутиран, отсечената му глава и ръце са изложени на показ върху рострата на Римския форум.[1]

## Родени
- 20 март – Публий Овидий Назон, римски поет (умрял 17 г.)

## Починали
- Антипатър Идумейски – баща на Ирод Велики (роден ок. 100 г. пр.н.е.)
- Децим Брут – римски политик и военачалник (роден ок. 85 г. пр.н.е.)
- Гай Вер – римски политик (роден ок. 115 г. пр.н.е.)
- Публий Корнелий Долабела (консул 44 пр.н.е.) – римски политик и военачалник (роден 70 г. пр.н.е.)
- Гай Вибий Панза Цетрониан – римски политик
- Авъл Хирций – римски политик (роден 90 г. пр.н.е.)
- Квинт Педий Балб – римски сенатор и военачалник
- Квинт Тулий Цицерон – римски политик и Философ (роден 102 г. пр.н.е.)
- Ация Балба Цезония, племенница на Юлий Цезар и майка на Октавиан Август (родена 85 г. пр.н.е.)
- 7 декември – Марк Тулий Цицерон, римски политик и Философ (роден 106 г. пр.н.е.)